# 사파리 (웹 브라우저)
사파리(영어: Safari)는 애플이 개발한 웹 브라우저이며 매킨토시나 iPhone, iPad 등 애플 디바이스에서만 최신 버전을 사용할 수 있다. 사파리는 아이튠즈와 유사한 북마크 관리 체계를 가지고 있고, 애플의 퀵타임 멀티미디어 기술과 통합되어 있으며 탭 브라우징 인터페이스를 사용한다. 구글 검색 상자는 사파리 인터페이스의 기본 요소이며 웹 주소 자동완성과 웹 페이지 텍스트 영역의 맞춤법 검사를 지원한다.

## 기술
사파리는 웹페이지 렌더링 및 자바스크립트 실행에 웹키트를 사용한다. 웹키트는 웹코어(컹커러의 KHTML 엔진에 기반한 것)와 자바스크립트코어(KDE의 kjs 자바스크립트 엔진에 기반한 것)로 구성되어 있다. KHTML과 kjs와 마찬가지로 웹코어와 자바스크립트코어는 자유 소프트웨어이며, LGPL(약소 일반 공중 사용 허가서) 라이선스로 배포된다. KHTML 코드로부터 애플이 개선한 일부 코드는 컹커러 프로젝트에 합쳐진다. 애플은 또한 2절로 된 BSD 라이선스와 유사한 오픈 소스로 추가 코드를 공개한다.

## 역사 및 버전별 개선 내역

### 사파리 1
2003년 1월 7일 샌프란시스코의 맥월드에서 스티브 잡스가 사파리라는 이름의 애플의 웹 브라우저를 발표했다.

### 사파리 2
사파리 2.0은 RSS와 Atom 읽기 기능을 내장하고 있다. 다른 기능으로는 보안 브라우징, 웹페이지의 저장 및 이메일 전송, 북마크 검색 기능이 있다. 사파리 1.2.4에 비해 1.8배의 속도 증진이 있었다는 보고가 있다.

### 사파리 3
사파리 3.0은 맥 OS X 뿐만 아니라 윈도우 XP와 윈도우 비스타에서도 사용할 수 있으며, Acid2 테스트를 통과한 최초의 웹 브라우저이다.

### 사파리 4
애플은 사파리 4.0이 '세계에서 가장 빠르고 혁신적인 웹브라우저'임을 주장한다. 정식 공개된 사파리 4.0은 맥 OS X 뿐만 아니라 윈도우 XP 와 윈도우 비스타에서도 사용할 수 있다. 사파리 4.0은 Acid3 테스트를 통과한 최초의 브라우저이다.

### 사파리 5
2010년 6월 7일 사파리 5.0이 출시되었다. WWDC에서 선보인 사파리 5.0은 텍스트를 뽑아내 웹 페이지를 더 쉽게 읽히도록 하는 사파리 리더 기술을 선보였고 검색 필드는 BING과 야후도 포함되게 된다. 구글 크롬과 오페라가 최근 보여준 것과 같이 자바스크립트를 25%정도 더 빨리 렌더링 해주며 더 안전하게 보여준다. 진행바와 주소바를 다시 추가했으며 브라우징 면에서 입맛에 맞춘 기능을 제공하게 된다. 사파리 5.0부터 HTML5 기술도 지원하게 되며 맥과 윈도우 모두 지원한다.

### 사파리 13.1
서드파티 쿠키를 차단했다.

## 기능
- 책갈피: 지금까지 방문한 모든 페이지를 볼 수 있다. 여기서 미리보기 기능으로 홈페이지의 화면이 기억나지 않을 때 편하게 사용할 수 있는 기능이다. 이 기능은 인터넷 익스플로러의 '즐겨찾기'와 유사한 기능이다.
- Top Site: 인기 있는 사이트를 가로 4개, 세로 3개 총 12개로 한 눈에 볼 수 있는 기능이다. 기본적으로 설정되어 있는 사이트는 애플, 야후, 구글 지도, 유튜브, 위키백과, 조선일보, 네이트, 조인스, 네이트온, 동아일보, 다음, 한겨레가 있다. 이 사이트는 이후에 편집 메뉴에서 자신이 원하는 대로 수정이 가능하다.
- 기본적으로 팝업 창을 차단해 준다.

## 같이 보기
- 애플
- 웹 브라우저 목록